# Ϣ
La lettera Ϣ (minuscolo ϣ), /ʃi:a/ è la lettera dell'alfabeto copto che rappresenta il suono /ʃ/ (l'italiano sc).
Deriva dalla scrittura demotica, usata in Egitto prima dell'introduzione dell'alfabeto greco, che a sua volta riprende il geroglifico. Questa lettera deriva dal disegno di un lago, che rappresentava lo stesso suono.

## Unicode
U+03E2 Ϣ  per la maiuscola e U+03E3 ϣ  per la minuscola.